# Giải Vệ Tinh
Giải Vệ Tinh (tên gốc tiếng Anh: Satellite Award) là giải thưởng hàng năm của Viện In ấn Quốc tế (International Press Academy), một tổ chức có danh tiếng trong ngành báo chí. Tên giải ban đầu là Golden Satellite Awards. Giải này được tổ chức hàng năm ở khách sạn InterContinental, Century City, thành phố Los Angeles, Mỹ.
Các hạng mục đề cử của Satellite trong lĩnh vực điện ảnh có thể kể đến như: Nam/Nữ chính xuất sắc nhất, Nam/Nữ phụ xuất sắc nhất, Phim điện ảnh xuất sắc nhất.

## Hạng mục

### Điện ảnh
- Nam diễn viên chính xuất sắc nhất (bao gồm các giải thưởng phim truyền hình, ca nhạc và hài kịch trước đó) *
- Nữ diễn viên chính xuất sắc nhất (bao gồm các giải thưởng phim truyền hình, ca nhạc và hài kịch trước đó) *
- Tính năng hoạt hình hoặc phương tiện hỗn hợp hay nhất
- Chỉ đạo nghệ thuật và thiết kế sản xuất xuất sắc nhất
- Dàn diễn viên xuất sắc nhất (2004–nay)
- Quay phim xuất sắc nhất
- Thiết kế trang phục đẹp nhất
- Đạo diễn xuất sắc nhất
- Phim tài liệu hay nhất
- Chỉnh sửa tốt nhất
- Phim hay nhất (bao gồm các giải thưởng phim truyền hình, ca nhạc và hài kịch trước đó) *
- Phim nói tiếng nước ngoài hay nhất
- Giá gốc tốt nhất
- Bài hát gốc hay nhất
- Kịch bản hay nhất – Chuyển thể
- Kịch bản hay nhất – Bản gốc
- Âm thanh hay nhất (1999–nay)
- Nam diễn viên phụ xuất sắc nhất (bao gồm các giải thưởng phim truyền hình, ca nhạc và hài kịch trước đó)
- Nữ diễn viên phụ xuất sắc nhất (bao gồm các giải thưởng phim truyền hình, ca nhạc và hài kịch trước đó) *
- Hiệu ứng hình ảnh tốt nhất

Năm 2011, IPA đã kết hợp các giải thưởng Phim chính kịch và Phim hài/ca nhạc thành một hạng mục, ảnh hưởng đến các giải Phim, Nam diễn viên chính, Nữ diễn viên chính, Nam diễn viên phụ và Nữ diễn viên phụ xuất sắc nhất.

### Truyền hình
- Best Actor – Drama Series
- Best Actor – Musical or Comedy Series
- Best Actor – Miniseries or Television Film
- Best Actress – Drama Series
- Best Actress – Musical or Comedy Series
- Best Actress – Miniseries or Television Film
- Best Cast (or Best Ensemble) (2005–nay)
- Best TV Series – Drama
- Best TV Series - Genre
- Best TV Series – Musical or Comedy
- Best Miniseries or Television Film (1996–1998; 2011–2013; 2016)
- Best Miniseries (1999–2009; 2014–2015; 2017–nay)
- Best Television Film (1999–2009; 2014–2015; 2017–nay)
- Best Supporting Actor (2001–nay)
- Best Supporting Actress (2001–nay)

### Thành tựu đặc biệt
- Auteur Award (2005–nay)
- Mary Pickford Award (1996–nay)
- Nikola Tesla Award (2002–nay)
- Humanitarian Award (2010–2012 & 2014–nay)
- Outstanding New Talent (1996–2013 & 2016–nay)